# نيكو فرهوفن
نيكو فرهوفن (بالهولندية: Nico Verhoeven)‏ ولد بتاريخ 2 أكتوبر 1961 في هولندا، هو دراج هولندي سابق في صنف سباق الدراجات على الطريق. سبق أن شارك في دورة الألعاب الأولمبية الصيفية.

## سجل النتائج

### سباقات أو مراحل فاز بها
- طواف فرنسا

## وصلات خارجية
- الموقع الرسمي

## روابط خارجية
- نيكو فرهوفن على موقع أرشيف الدراجات (الإنجليزية)
- نيكو فرهوفن على موقع إحصائيات الدراجات الإحترافية (الإنجليزية)
- نيكو فرهوفن على موقع CycleBase (الإنجليزية)
- نيكو فرهوفن على موقع أوليمبيديا (الإنجليزية)